# Distretto di Buldan
Il distretto di Buldan (in turco Buldan ilçesi) è uno dei distretti della provincia di Denizli, in Turchia.